# Rum Mehmed Pacha

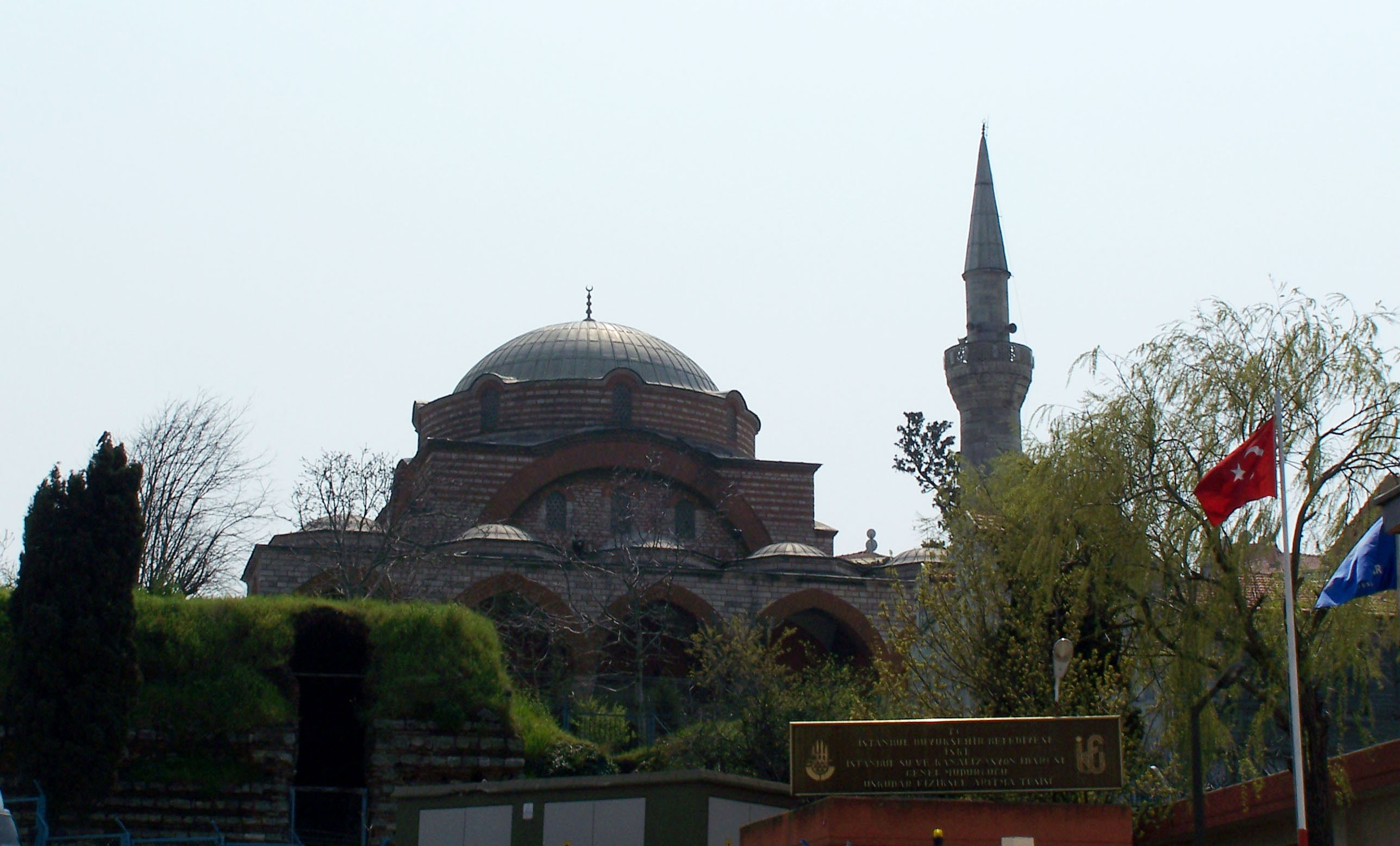
La mosquée à son nom dans le quartier d'Üsküdar à İstanbul.

Rum Mehmed Pacha (mort avant 1478) fut Grand Vizir de l’empire ottoman  sous le règne de Mehmed II  de 1468 à 1470.
Comme son surnom « Rum » l’indique, Mehmed Pacha était un converti d’origine chrétienne, sans doute grecque.
Dans les intrigues de la cour il fut un des principaux opposants à Mahmud Pacha Angelović, qu'il réussit à supplanter et faire destituer en 1468.
Nommé Grand vizir par le sultan Mehmed II, il fut rapidement démis en 1470, sans doute du fait de ses prises de positions dans les querelles de succession des princes Karamanides. 

## Sources
- (en) Franz Babinger  Mehmed the Conqueror and His Time  Princeton Press University 1992  (ISBN 0-691-09900-6).
- Bernard Lewis, V.L Ménage, Charles Pellat, Joseph Schacht, Encyclopédie de l’Islam, G-P Maisonneuve & Larose SA, Paris, 1981,  p. 992-993.